# Myriowenia californiensis
Myriowenia californiensis är en ringmaskart som beskrevs av Hartman 1960. Myriowenia californiensis ingår i släktet Myriowenia och familjen Oweniidae.
Artens utbredningsområde är Mexikanska golfen. Inga underarter finns listade i Catalogue of Life.